# Silvestro Belli
Silvestro Belli (ur. 29 grudnia 1781 w Anagni, zm. 9 września 1844 w Jesi) – włoski kardynał.

## Życiorys
Urodził się 29 grudnia 1781 roku w Anagni. W młodości został referendarzem Trybunału Obojga Sygnatur. 14 grudnia 1840 roku został kreowany kardynałem in pectore. Jego nominacja na kardynała prezbitera została ogłoszona 12 lipca 1841 roku i nadano mu kościół tytularny Santa Balbina. 24 stycznia 1842 roku został biskupem Jesi, a miesiąc później przyjął sakrę. Zmarł 9 września 1844 roku w Jesi.